# Paraliparis garmani
Paraliparis garmani är en fiskart som beskrevs av Burke 1912. Paraliparis garmani ingår i släktet Paraliparis och familjen Liparidae. Inga underarter finns listade i Catalogue of Life.